# Kościół Podwyższenia Krzyża Świętego w Świeradowie-Zdroju
Kościół Podwyższenia Krzyża Świętego – rzymskokatolicki kościół parafialny należący do dekanatu Gryfów Śląski diecezji legnickiej. Znajduje się w dzielnicy Czerniawa-Zdrój.

## Historia i architektura
Świątynia została wybudowana w latach 1934-1937. Konsekrowano ją w dniu 4 października 1937 roku. Jej prezbiterium zwrócone jest w stronę zachodnią, wejście razem z wieżą w stronę wschodnią, z kolei zakrystia znajduje się po południowej stronie budowli. Świątynia jest murowana, wzniesiona z cegły, otynkowana i posiada niewielkie dodatki z kamienia. Budowla ma kształt prostokątny i nakryta jest dwuspadowym dachem wykonanym z dachówki ceramicznej. Prezbiterium nakryte jest dachem wykonanym z blachy ocynkowanej. Wieża świątyni o podstawie zbliżonej do prostokąta posiada wysokość 18 metrów. Dach wieży to kopuła nakryta dachówką i ozdobiona kulą i krzyżem na wierzchołku. 
Wnętrze świątyni jest jednonawowe i obejmuje prostokątne podwyższone prezbiterium. Strop wewnątrz świątyni został wykonany z drewna, i posiada w części wschodniej zachowaną oryginalną polichromię patronową. 
W latach 1986–1990 podczas urzędowania księdza proboszcza Mariana Derenia świątynia została rozbudowana. Zostało wtedy powiększone i podwyższone prezbiterium w efekcie czego świątynia uzyskała więcej miejsca dla wiernych. Po lewej stronie prezbiterium jest umieszczone wejście do zbudowanej w tym czasie tzw. salki katechetycznej. Wewnątrz świątyni w oknach prezbiterium są umieszczone dwa witraże, na których są przedstawione Najświętsza Maria Panna z Dzieciątkiem oraz Święty Józef z Lilią. Naprzeciwko prezbiterium nad wejściem do świątyni jest umieszczony chór, na którym znajdują się organy oraz miejsca dla wiernych. Pod chórem po lewej stronie (od strony wejścia) jest umieszczony konfesjonał, natomiast po prawej stronie kruchty znajduje się wejście na chór oraz wieżę świątyni, na której jest zawieszony dzwon.